# Hulitherium
Hulitherium is een geslacht van uitgestorven buideldieren uit de familie Diprotodontidae van de orde Diprotodontia. Het geslacht omvat als enige soort Hulitherium tomasetti.
Hulitherium leefde in het Pleistoceen tijdens de Laatste IJstijd op Nieuw-Guinea in bergstreken. Het dier was ongeveer honderdtachtig centimeter lang, honderd centimeter hoog en honderdvijftig kilogram zwaar. Hulitherium wordt wel aangeduid als de buidelpanda, aangezien het zich vermoedelijk net als de hedendaagse reuzenpanda met name met bamboe voedde. Gezien de zeer mobiele poten leefde Hulitherium mogelijk gedeeltelijk in de bomen. Fossielen zijn onder meer gevonden in Nombe Rockshelter.